# 갠지스 삼각주

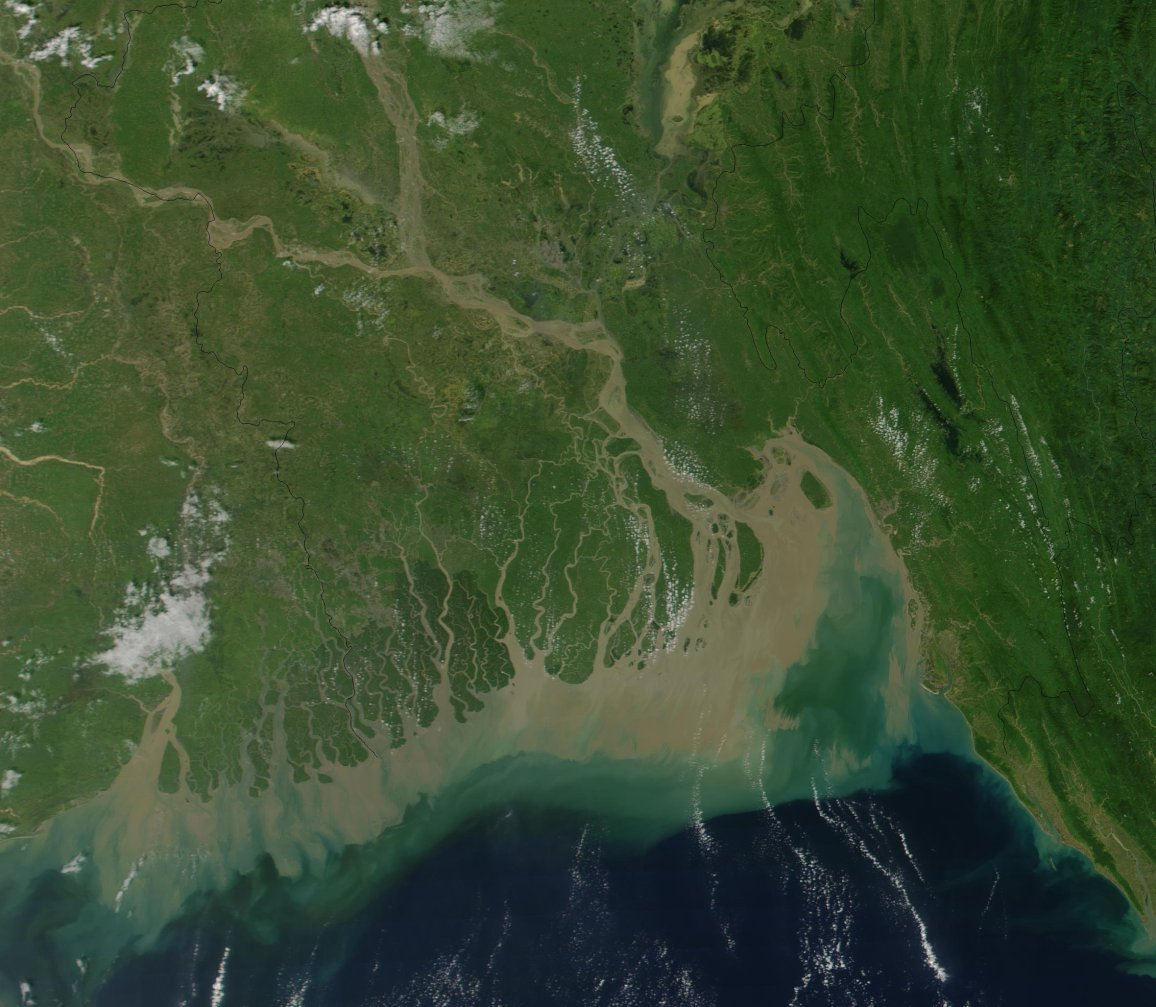

갠지스 삼각주(또는 갠지즈 갠지즈-브라마푸트라 삼각주, 선더반스 삼각주, 또는 벵갈라 삼각주)는 방글라데시와 서벵골의 주에 걸친 동남아 벵골 지역의 강 삼각주이다. 세계에서 가장 큰 삼각주이며, 벵골만으로 흘러들어간다. 또한 세계에서 가장 비옥한 지역 중 하나이기도 해서 그린 델타라는 별명을 가지고 있기도 하다. 갠지즈 삼각주는 서쪽으로는 후플리강에서 동쪽으로 메그나강까지 걸쳐있다. 벵골만을 가로질러 약 350 km에 이른다.
인도의 콜카타(전 캘거타)와 할디아 그리고 방글라데시와 몽골라 그리고 치타공에 삼각주의 주요 항이 있다. 갠지즈강의 지류인 파드마강과 자무나강(브라흐마투프라의 지류인) 등 많은 강들이 갠지즈 삼각주를 통해 흘러서 바다로 들어가기 전에 메그나강에서 합류한다.

## 같이 보기
- 벵골만